# Castricum vasútállomás
Castricum vasútállomás vasútállomás Hollandiában, Castricum városában. Az állomást az Nederlandse Spoorwegen üzemelteti.

## Vasútvonalak
Az állomást az alábbi vasútvonalak érintik:
- Nieuwediep–Amsterdam-vasútvonal

## Kapcsolódó állomások
A vasútállomáshoz az alábbi állomások vannak a legközelebb:
- Heiloo vasútállomás
- Uitgeest vasútállomás